# Adulahütte UTOE
Die Adulahütte (italienisch Capanna Adula UTOE) ist eine Berghütte der Schweizer Sektion Bellinzona der Unione Ticinese Operai Escursionisti (UTOE) und dem Dachverband Federazione Alpinistica Ticinese (FAT). Benannt ist die Hütte nach dem Rheinwaldhorn (ital. Adula).

## Lage
Die Hütte steht auf 2392 m ü. M. südlich oberhalb des Val Carassin südöstlich des Passo di Piotta der Adula-Alpen, westlich des Rheinwaldhornes, über dem Val Soia, einem östlichen Seitental des Bleniotales. Sie verfügt über 58 Schlafplätze in zwei Zimmern. Sie liegt 380 Höhenmeter oberhalb der gleichnamigen Hütte des SAC auf dem Gebiet der Gemeinde Blenio im oberen Bleniotal im Kanton Tessin und ist Ausgangspunkt für zahlreiche Wanderungen und Bergtouren.
Die Hütte wurde 1923 erbaut, 1983 und 2002 erweitert.

## Zugang

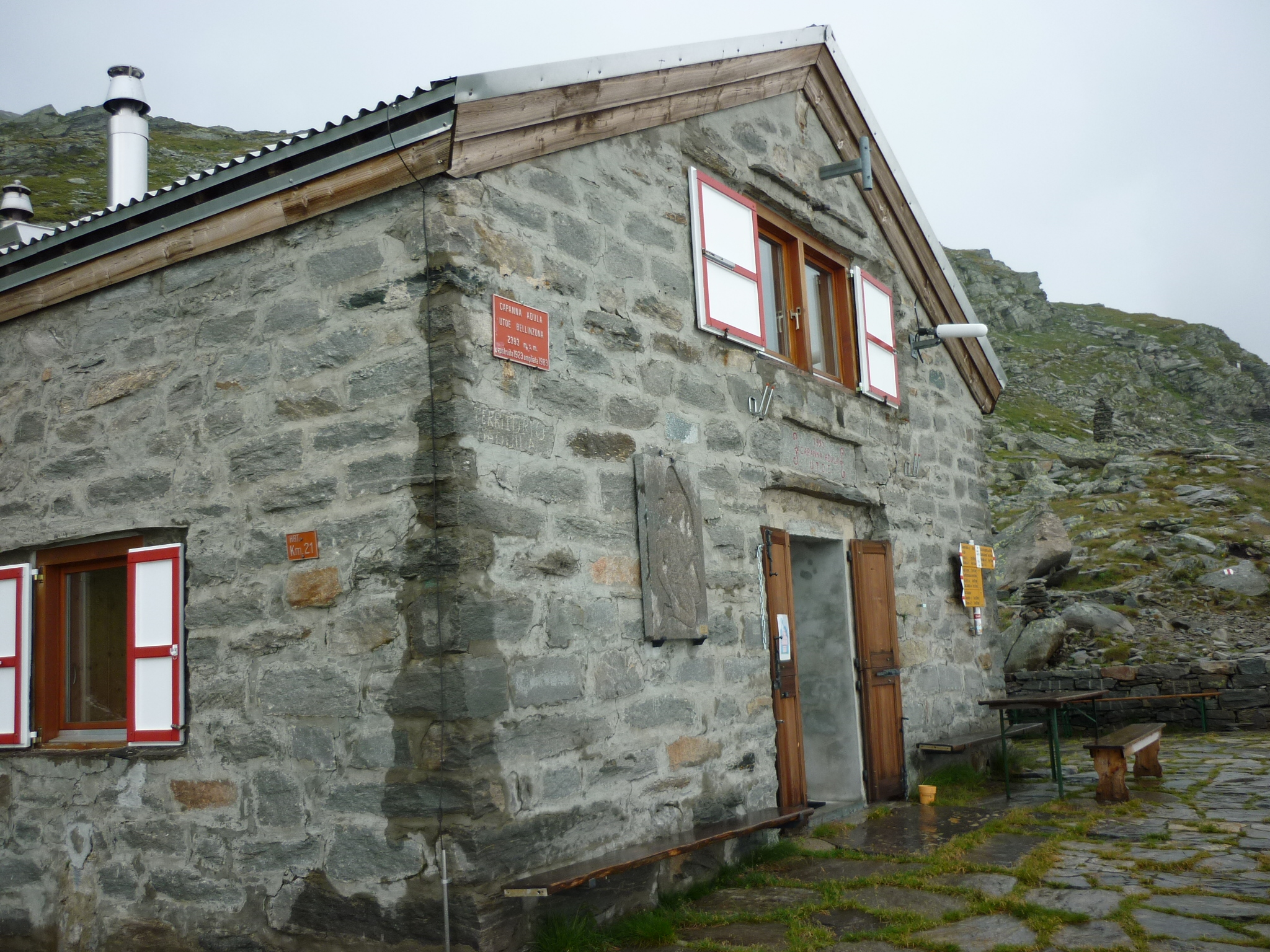
Adulahütte UTOE, alter Teil von 1923

Im Sommer kann die Hütte auf Wanderwegen von der Lago-di-Luzzone-Staumauer (1609 m) in 4 Stunden, von der Staumauer in der Val Carassin (Autoparkplatz bei Cumpiètt) (1707 m) in 3 Stunden, von Olivone (902 m) in 4 Stunden und auf dem steilen Weg von Dangio (801 m) in 4 Stunden erreicht werden, im Winter von Dangio und Ghirone in je 6 Stunden.